# Oder-Havel-Kanal

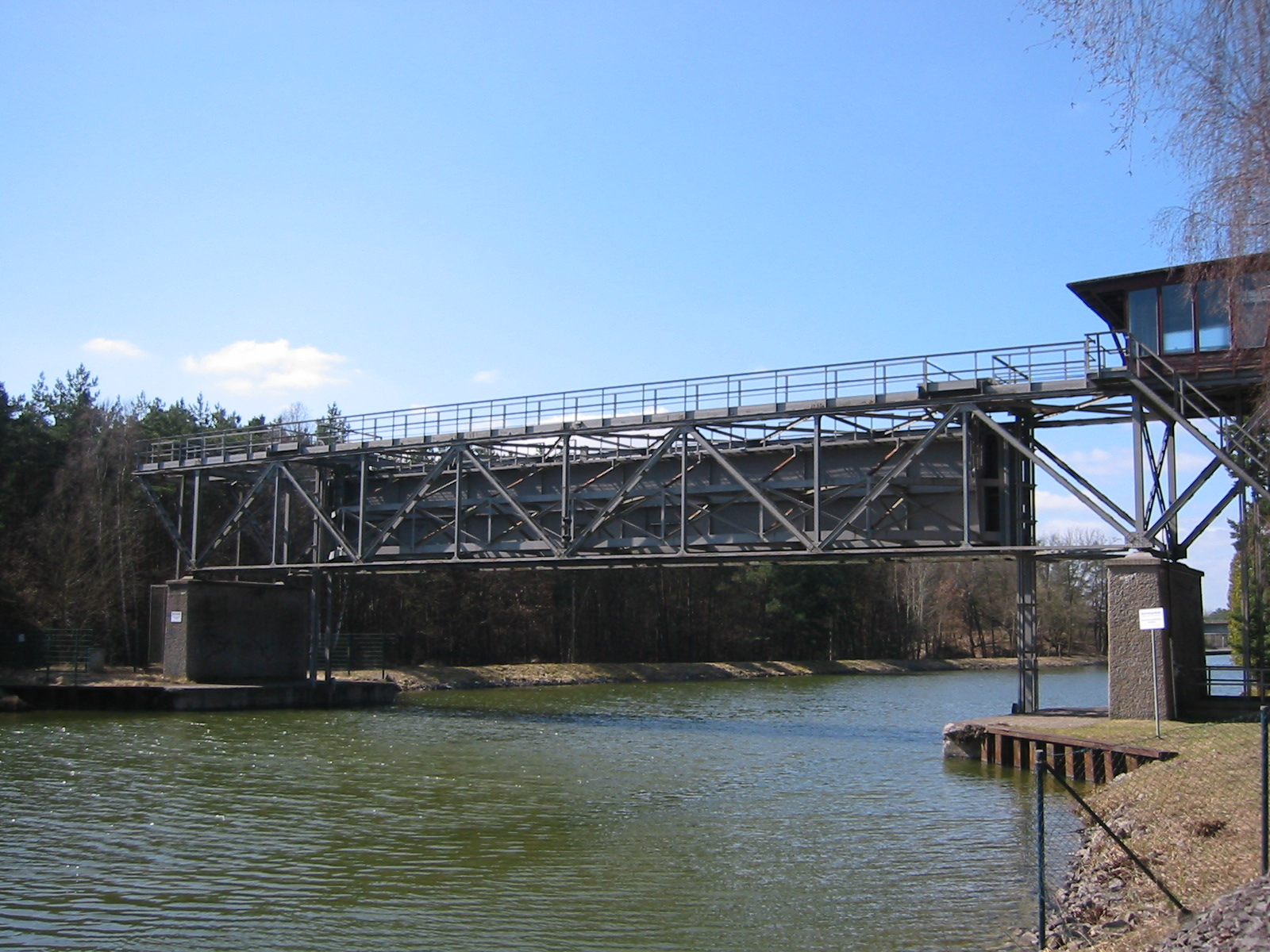
veiligheidsschutting bij Eberswalde

Het Oder-Havel-Kanal verbindt de Havel van de Nieder Neuendorfer See in Hennigsdorf met de Oder bij Hohensaaten. Ongeveer 29 km van het traject (tussen Lehnitz en Niederfinow) bestaat uit een verhoogde ligging. De Hohensaaten-Friedrichsthaler Wasserstraße sluit in het noorden aan.
Het Oder-Havelkanaal werd aangelegd om het Finowkanaal te ontlasten. Op 17 juni 1914 werd het kanaal door keizer Wilhelm II geopend. De waterweg tussen Berlijn en de Oostzee werd later ook wel het Großschiffahrtskanal ("kanaal voor grote scheepvaart") genoemd en deze aanduiding wordt nog vaak gebruikt.
In het kanaal bevindt zich een scheepslift bij Niederfinow. Het in 1910 gebouwde aquaduct over de spoorlijn Berlijn-Stettin bij Eberswalde is in 2007 afgebroken en vervangen door een tunnel onder het kanaal.
De Ragöser-dam even ten noordoosten van Berlijn is de hoogste kanaaldam ter wereld.